# Buczer
Buczer, właśc. Paweł Buczkowski (ur. 24 lutego 1983 w Toruniu) – polski raper. Członek zespołu Północny Toruń Projekt. Współpracował także m.in. z takimi wykonawcami i grupami muzycznymi jak: Peja, Macca Squad, Paluch, Kobra, Jongmen, Kaczor, Sobota i Fabuła.

## Działalność artystyczna
Paweł Buczkowski działalność artystyczną rozpoczął na przełomie 2002 i 2003 roku w zespole 71 Skład. Wraz z grupą nagrał cztery nielegale. Od 2005 r. razem z Brożasem, Zawikiem i Zelem tworzy hiphopową grupę PTP (Północny Toruń Projekt). Udzielał się również w duecie B&B, czyli Brożas i Buczer z którym wydał płytę Czas to pieniądz.
Nagrywa również solowo, wydając mixtape’y z serii Podejrzany o rap na zapożyczonych podkładach. W 2010 r. został wydany mixtape Podejrzany o rap vol.2. Również w tym roku Buczkowski rozpoczął pracę nad ostatnią solową produkcją z serii Podejrzany o rap, czyli Podejrzany o rap vol.3. Album ukazał się 30 maja 2011 r. Gościnnie na projekcie wystąpili tacy goście jak: Cegła z Macca Squad, ekipa PTP, Kobra czy członkowie grupy Fabuła. Kompozycja promowana jest utworami „Ilu z Was” z gościnnym udziałem Bezczela z Fabuły oraz Kobry, i „AK 47” do których powstały teledyski.
Pod koniec 2011 roku Buczer podpisał kontrakt z wytwórnią muzyczną RPS Enterteyment, której właścicielem jest polski raper Peja. Nakładem tej wytwórni, 24 lutego 2012 roku ukazał się debiutancki album Buczera pt. Dwa oblicza. Pierwszy singlem promującym projekt był utwór „2 oblicza” z gościnnym udziałem Marka Battlesa i Brożasa. 3 lutego opublikowano listę utworów. Kolejnym został „Flow 3” do którego powstał teledysk.
W marcu 2012 roku Buczer podjął współpracę z Markiem Battlesem. Efektem był utwór pt. „Creeper Remix” w którym gościnnie wystąpił także amerykański raper Lil Wayne.

## Wybrana dyskografia
| Dwa oblicza                 | - Data: 24 lutego 2012 - Wydawca: RPS Enterteyment      | –  |
| Utrapiony                   | - Data: 20 września 2013 - Wydawca: Step Records        | 33 |
| Emocje                      | - Data: 28 listopada 2014 - Wydawca: Detox/Step Records | –  |
| #33                         | - Data: 12 maja 2017 - Wydawca: RPS Enterteyment        | 16 |
| Freshout                    | - Data: 21 listopada 2018 - Wydawca: Soul Records       | 27 |
| Biały kruk                  | - Data: 6 marca 2020 - Wydawca: Soul Records            | 11 |
| „–” album nie był notowany. |                                                         |    |

| Tytuł                   | Dane dot. albumu                                    |
| ----------------------- | --------------------------------------------------- |
| Podejrzany o rap vol. 1 | - Data: 18 września 2008 - Wydawca: brak            |
| Podejrzany o rap vol. 2 | - Data: 29 marca 2010 - Wydawca: Maccabra Label     |
| Podejrzany o rap vol. 3 | - Data: 30 maja 2011 - Wydawca: Maccabra Label      |
| Infamous Mixtape        | - Data: 31 października 2012 - Wydawca: PTP Records |
| BOSS (oraz DJ Seli)     | - Data: 27 stycznia 2013 - Wydawca: PTP Records     |

Inne
| Album                                       | Rok  | Uwagi                                                                     | Źródło |
| ------------------------------------------- | ---- | ------------------------------------------------------------------------- | ------ |
| B&B – PTP Prezentuje B&B – Cza$ to pieniądz | 2009 | członek zespołu                                                           | [ 22 ] |
| RapDuma Mixtape Vol.2                       | 2010 | rap w utworze „Lubimy się najebać”                                        | [ 23 ] |
| DJ Soina – Kręci mnie vinyl                 | 2011 | gościnnie rap w utworze „To jest mixtape”                                 | [ 24 ] |
| Macca Squad – Maccaradża mówi dość          | 2011 | gościnnie rap w utworze „Słów zasób”                                      | [ 25 ] |
| Rozwój ponad standard                       | 2012 | rap w utworach „W jedną stronę bilet” i „Wiara czyni cuda”                | [ 26 ] |
| Grosik – Uśmiech diabła                     | 2013 | gościnnie rap w utworze „Sycylijczyk”                                     | [ 27 ] |
| B&B – Prolog (feat. DJ Seli)                | 2013 | członek zespołu                                                           | [ 28 ] |
| B&B – PTP prezentuje B&B – Highway 2 Hell   | 2013 | członek zespołu                                                           | [ 29 ] |
| Fabster – Kontrasty                         | 2014 | gościnnie rap w utworze „Normalna kolej rzeczy”                           | [ 30 ] |
| Sobota, Matheo – Czekając na Sobotę         | 2015 | gościnnie rap w utworze „Jeszcze będzie hajc (Jeszcze będzie czas Remix)” | [ 31 ] |

## Teledyski
| Tytuł                                                | Rok  | Reżyseria                    | Album                   | Źródło |
| ---------------------------------------------------- | ---- | ---------------------------- | ----------------------- | ------ |
| „Chcę” (gościnnie: Paluch, Brożas)                   | 2010 | Digital Escape Videos        | Podejrzany o rap vol. 2 | [ 32 ] |
| „Ilu z was” (gościnnie: Bezczel, Kobra)              | 2011 | Edward „Ede” Grygianiec      | Podejrzany o rap vol. 3 | [ 33 ] |
| „AK47”                                               | 2011 | –                            | Podejrzany o rap vol. 3 | [ 34 ] |
| „Wichura”                                            | 2011 | DirtMiron                    | Dwa oblicza             | [ 35 ] |
| „Wiara czyni cuda” (gościnnie: RPS, Kobra, DJ Decks) | 2012 | –                            | Dwa oblicza             | [ 36 ] |
| „W jedną stronę bilet”                               | 2012 | Krzysztof Adamski            | Dwa oblicza             | [ 37 ] |
| „Flow 3”                                             | 2012 | 360 studios                  | Dwa oblicza             | [ 38 ] |
| „Moje życie to rap” (gościnnie: Trzeci Wymiar)       | 2012 | Hustlas                      | Dwa oblicza             | [ 39 ] |
| „Street Konwledge” (gościnnie: Brown Aztek)          | 2012 | –                            | –                       | [ 40 ] |
| „Dość” (gościnnie: Zeus, VNM, Verte, Bezczel)        | 2013 | PressPlay Films              | Utrapiony               | [ 41 ] |
| „Wolę platynę” (gościnnie: Kobra)                    | 2013 | Bass Media                   | Utrapiony               | [ 42 ] |
| „Can You Feel Me” (gościnnie: Kroolik Underwood)     | 2013 | InSane Films, Delaflow       | Utrapiony               | [ 43 ] |
| „Przemierzam świat”                                  | 2013 | M.L. FILMZ                   | Utrapiony               | [ 44 ] |
| „Czerń i biel”                                       | 2013 | Dondi                        | Utrapiony               | [ 45 ] |
| „Na rewir wbijam”                                    | 2013 | Delaflow                     | Utrapiony               | [ 46 ] |
| „Tatuuję bity”                                       | 2014 | Mateusz Kijak                | Utrapiony               | [ 47 ] |
| „Miejsca”                                            | 2014 | Dondi                        | Emocje                  | [ 48 ] |
| „Mogę”                                               | 2014 | Magictown Visual Arts        | Emocje                  | [ 49 ] |
| „Realistyczny sen”                                   | 2014 | –                            | Emocje                  | [ 50 ] |
| „Niedostosowani” „(gościnnie: Ras Luta)”             | 2014 | Mirosław Hobora, Tomasz Król | Emocje                  | [ 51 ] |
| „Co za dużo”                                         | 2014 | –                            | Emocje                  | [ 52 ] |
| „#Hot16Challenge”                                    | 2014 | –                            | –                       | [ 53 ] |